# Люсі Вебб Гейз
Люсі Вер Гейс, до шлюбу Вебб (28 серпня 1831 – 25 червня 1889) — перша леді США з 1877 по 1881 рік (у шлюбі з президентом Резерфордом Гейзом), аболіціоністка, поборниця тверезості та феміністка. Перша перша леді, яка отримала вищу освіту, вона була більш рівноправною господинею, ніж попередниці, беручи активну участь у роботі чоловіка. Заступниця афроамериканців як до, так і після Громадянської війни в США, Люсі Гейс запросила першого афроамериканського професійного музиканта в Білий дім. Разом з чоловіком була учасницею Незалежного ордену дивних стипендіатів.
Історики охрестили її «Лимонадом Люсі» через її стійку підтримку руху тверкзості (саме її чоловік заборонив алкоголь у Білому домі); однак, всупереч поширеній думці, за життя її ніколи не називали цим прізвиськом.

## Раннє життя
Люсі Вер Вебб народилася 28 серпня 1831 року в Чиллікоте, штат Огайо. Її батьками були доктор Джеймс Вебб і Марія Кук. У неї було двоє старших братів, які стали лікарями.
У 1833 році батько Люсі вирушив у будинок своєї сім'ї в Лексінгтон, штат Кентуккі, щоб звільнити 15-20 рабів, яких успадкував від тітки. У той час була епідемія холери, і він доглядав за хворими. Незабаром заразився сам і помер. Друзі матері Люсі порадили сім'ї продати рабів, а не звільнити їх. Марія відповіла, що візьметься за прання, щоб заробити гроші, перш ніж продати раба.
Батько Марії, Ісаак Кук, був прихильником стриманості, і він заохочував молоду онуку Люсі підписати зобов’язання утримуватися від алкоголю.
Вебби були методистами.

## Освіта
У 1844 році сім'я Веббів переїхала в Делавер, штат Огайо. Брати Люсі вступили до Весліанського університету Огайо. Хоча жінкам не дозволялося навчатися в Весліані, Люсі було дозволено вступити на програму підготовки до коледжу в університеті. У звіті про термін, підписаному віцепрезидентом штату Огайо Весліан у 1845 році, зазначалося, що її поведінка була «незаперечною» (без докору).
Через кілька місяців Люсі Вебб перевелася до Весліанського жіночого коледжу Цинциннаті і закінчила його в 1850 році. Вона була надзвичайно добре освічена для молодої леді свого часу.
Під час навчання в коледжі Люсі Вебб писала есе на соціальні та релігійні проблеми. Один нарис мав назву «Чи узгоджується подорож у суботу з християнськими принципами?». На початку свого навчання вона прочитала оригінальне есе «Вплив християнства на національне процвітання». На неї вплинув суфражистський рух — в одному есе Вебб писала: «Більшість людей визнає, що її (жіночий) розум настільки ж сильний, як і розум чоловіка ... Замість того, щоб вважатися рабинею чоловіка, вона вважається йому рівною в усьому, а в чомусь — вищою».

## Шлюб
14-річна Люсі Вебб познайомилася з 23-річним Резерфордом Гейзом в Весліанському університеті Огайо. Мати Резерфорда сподівалася, що вони знайдуть зв’язок, але в цей момент Резерфорд вважав Люсі «недостатньо дорослою, щоб закохатися в неї».

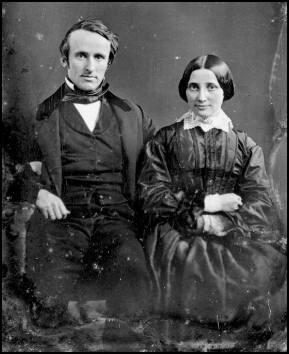
Резерфорд і Люсі Гейз в день їхнього весілля: 30 грудня 1852 року.

У 1850 році старша сестра Резерфорда Фанні Платт закликала його знову відвідати Люсі. Того літа Люсі було 19, і вони з Резерфордом були учасниками одного весільного свята. Резерфорд був настільки захоплений Люсі, що дав їй приз (золотий перстень), який знайшов у весільному торті.
У 1851 році Резерфорд написав у щоденнику: «Здається, я дуже закоханий у L(ucy)... Її низький милий голос... її ніжні багаті очі». Резерфорд також високо оцінив її розум і характер: «Вона з першого погляду бачить те, що вивчають інші, але, можливо, не вивчатиме те, що не може побачити миттєво. Вона справжня жінка, яка ґрунтується на інстинкті та імпульсі, а не на судженнях і роздумах».
Після того, як пара заручилася, Люсі повернула Резерфорду обручку для весільного торта. Він носив цей перстень до кінця свого життя.
Люсі та Резерфорд одружилися в будинку її матері в Цинциннаті на простій церемонії 30 грудня 1852 року.
Медовий місяць провели у будинку Фанні в Колумбусі, штат Огайо, перш ніж повернутися до Цинциннаті. У Колумбусі Резерфорд подав справу у Верховному суді Огайо, тоді як Фанні та Люсі подружилися. Жінки разом відвідували лекції та концерти. Одного разу Люсі і Фанні пішли на лекцію відомої суфражистки Люсі Стоун. Люсі Гейс погодилася зі Стоун, що реформа шкали заробітної плати для жінок давно назріла, і що «насильницькі» методи іноді слугували меті привернути увагу до необхідності реформ. Люсі Гейс зазначила, що Стоун дотримується позиції, що «все, що належно робити чоловікові, однаково правильно для жінки, якщо вона має владу». За словами Емілі Апт Гір з Президентського центру Резерфорда Б. Гейза, «якби вплив яскравої та агресивної Фанні Платт поширювався на звичайне життя, Люсі Гейс могла б стати активною в русі за права жінок». Однак Фанні Платт померла під час пологів взимку 1856 року. Свою шосту дитину і єдину дочку Люсі Гейс назвала Фанні на згадку про невістку і подругу.
У шлюбі Люсі Гейс народила восьмеро дітей: Бірчард Остін (1853–1926), Вебб Кук (1856–1934), Резерфорд Платт (1858–1927), Джозеф Томпсон (1861–1863), Джордж Крук (1864–1866), Фанні (1867–1867). 1950), Скотт Рассел (1871–1923) і Меннінг Форс (1873–1874).
Раніше чоловік Люсі Гейс вважав скасування рабства надто радикальним заходом. Але під впливом її аболіціоністських настроїв незабаром після їхнього одруження він почав захищати в суді рабів-утікачів, які прибули до Огайо з Кентуккі.
Після обрання Лінкольна в 1860 році Люсі і Резерфорд приєдналися до президентського потяга з Індіанаполіса до Цинциннаті.

## Громадянська війна
Коли перші звістки про обстріл форту Самтер дійшли до Цинциннаті, Гейс була за війну. Вона відчувала, що якби вона була у форті Самтер із гарнізоном жінок, то, можливо, не було б капітуляції. Її ентузіазм спонукав чоловіка вступити на службу майором до Двадцять третього добровольчого піхотного полку Огайо. Як тільки могла, Люсі – іноді разом із матір’ю та дітьми – відвідувала його в полі. Вона часто допомагала своєму братові, доктору Джо Веббу, доглядати за хворими.
У вересні 1862 року чоловік був поранений у битві в Міддлтоні, штат Меріленд. Вважаючи, що його госпіталізували у Вашингтоні через помилку в оформленні документів, Люсі кинулася до столиці. Зрештою вона знайшла його в Меріленді, і після двох тижнів одужання родина повернулася до Огайо, подорожуючи поїздом з іншими пораненими військами.
Після того, як Резерфорд повернувся до свого полку, Люсі стала постійною відвідувачкою його армійського табору. Вона служила пораненим, розраджувала сумуючих за домом і втішала вмираючих. Вона також забезпечила постачання від цивільного населення Півночі, щоб краще спорядити солдат Союзу. У таборі до Люсі Гейс часто приєднувалася її мати, а її брат Джо був хірургом полку. Солдати 23-го добровольчого полку піхоти Огайо за службу прозвали її «Мати Люсі». У якийсь момент двадцятирічний Вільям Мак-Кінлі годинами доглядав багаття, тому що Люсі Гейс сиділа поруч.
Малий син подружжя Джо помер, коли сім'я перебувала в армійському таборі.

## Конгрес
У той час як Резерфорд працював у Конгресі, Люсі приєдналася до нього у Вашингтоні на зимовий соціальний сезон. Люсі Гейс регулярно сиділа на галереї Палати представників, щоб слухати дебати в Конгресі. Щоб чоловік міг її помітити, вона часто носила картату шаль.
У 1866 році подружжя Гейзів та інші пари конгресу відвідали місце расових заворушень у Мемфісі та Новому Орлеані, щоб побачити завдану шкоду.
Також Люсі Гейс працювала на благо дітей та ветеранів. У цей період помер майже дворічний син подружжя Джордж.

## Перша леді Огайо
Поки чоловік був губернатором Огайо, Люсі Гейс часто супроводжувала його під час відвідувань в’язниць, виправних установ для хлопчиків і дівчаток, психічних лікарень і закладів для глухих і німих.
У 1870 році Люсі Гейс із друзями заснувала будинок для солдатських сиріт у Ксенії, штат Огайо.
Спочатку Резерфорд вирішив не балотуватися на третій термін на посаді губернатора, і в 1873 році сім'я переїхала в Шпігель-Гроув. Дядько чоловіка, Сардіс Бірчард, побудував будинок роками раніше, маючи на увазі їх. Згодом цей будинок стане першою президентською бібліотекою.
У 1875 році чоловік Гейс балотувався і виграв третій термін посади губернатора. Важка перемога принесла йому національну популярність. У червні 1876 року був висунутий у президенти Республіканською партією.
Люсі Гейс відігравала активну роль у діяльності чоловіка і лобіювала законодавчий орган штату, щоб забезпечити більше фінансування шкіл, дитячих будинків і притулків для психічно хворих.
Молодшу дитину, названу на честь генерала Меннінга Ф. Форса, народила в 1873 році, але тоді й померла, коли родина Гейзів жила в Шпігель-Гроув.

## Перша леді США
Президентські вибори 1876 року були одними з найсуперечливіших в історії країни. Гейз був оголошений переможцем лише 1 березня 1877 року, через 5 місяців після дня виборів. Декларація була настільки затримана, що родина Гейзів сіла на потяг до Вашингтона, не будучи впевненою, чи Резерфорд був обраним президентом. Наступного ранку, 2 березня, їх розбудили поблизу Гаррісбурга, щоб отримати новину про те, що Конгрес нарешті оголосив його президентом США.

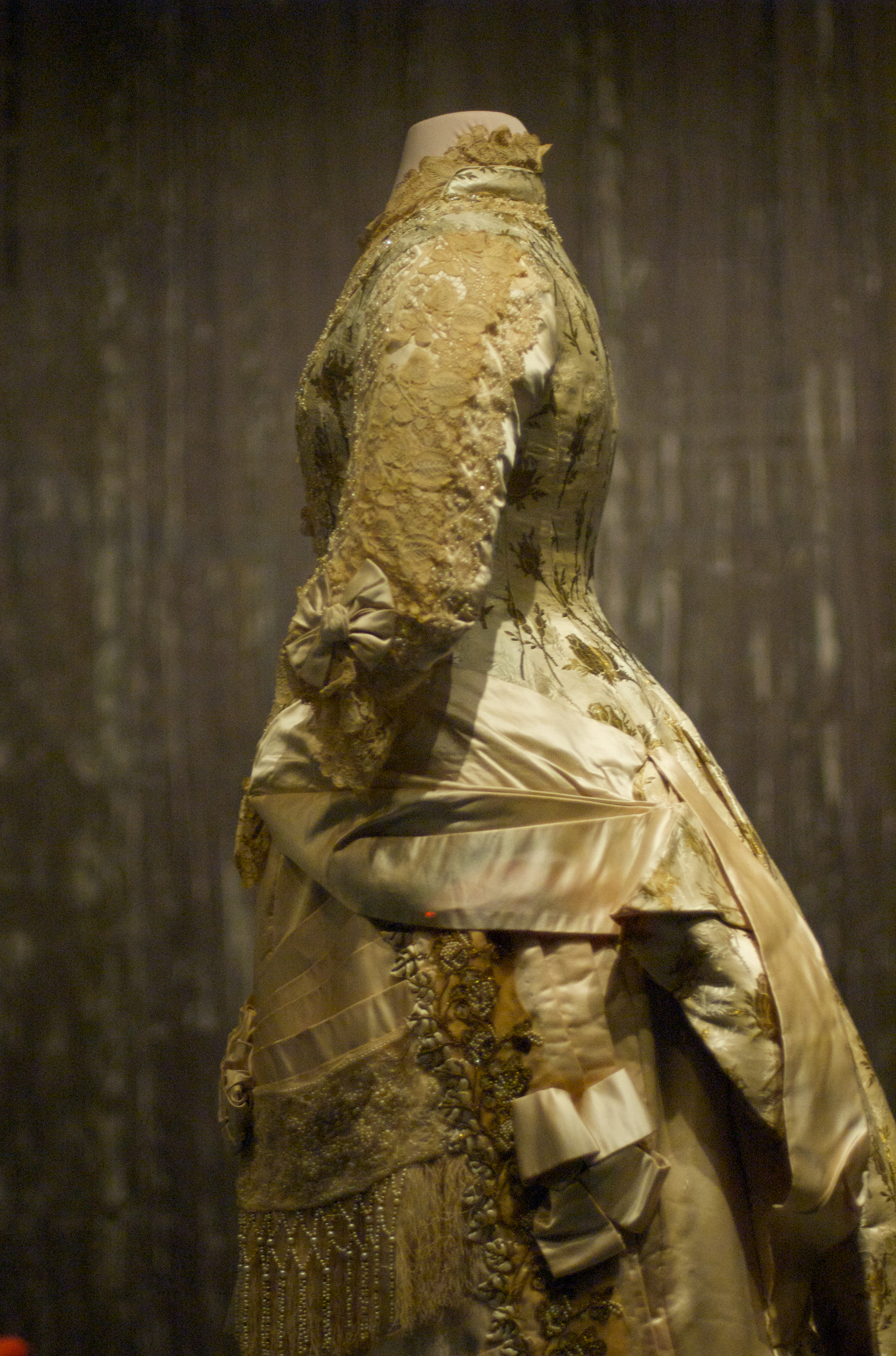
Сукня для прийому Люсі Гейз, Смітсонівський національний музей американської історії

У перші дні його правління військова окупація Півночі Півдня та епоха реконструкції завершилася.
Коли вони вперше переїхали, кошти на реставрацію Білого дому були недоступні, тому Люсі Гейс дістала старі меблі з горища і переставила речі, щоб приховати діри в килимах і шторах. За словами помічника виконавчої влади Вільяма Кука, «будь-які дійсно хороші речі зобов'язані своїм збереженням цій енергійній леді».
На момент інавгурації Резерфорда посада першої леді США була все більш помітною. Наприкінці ХІХ століття зросла кількість жінок-журналісток. Жінки-репортерки присвятили багато часу й енергії висвітленню найпомітнішої жінки Америки: першої леді. Увага почалася після інавгурації, коли New York Herald написала: «Пані Гейз — найпривабливіша і мила жінка. Вона є життям і душею кожної вечірки... Для мами такої кількості дітей вона виглядає... молодою».
Люсі Гейз була першою дружиною президента, яку преса широко називала першою леді США, коли Мері Клемент Еммс згадала про «першу леді» в газетній колонці про інавгурацію. Удосконалення технології друку означало, що широка аудиторія побачила ескізи нової першої леді з інавгурації 1877 року.
У цей час у першої леді не було звичаю мати штат соціальних помічників, і, на відміну від деяких попередніх перших леді, Люсі Гейс не мала дорослих дочок, які б допомагали брати навантаження. Вона залежала від племінниць, двоюрідних сестер і дочок друзів, які допомагали у світських заходах і оживленні Білого дому.
Люсі Гейс любила тварин. Кіт, птах, дві собаки та коза приєдналися до родини Гейзів у резиденції Білого дому.
У 1879 році Washington Post описала сукню Люсі Гейс на новорічному прийомі в Білому домі: «Сукня панв Гейз була одночасно простою і елегантною... Зі звичним гарним смаком вона не носила прикрас, а білий шлейф її чорного волосся витончено спадав обвислими складками».
На першому офіційному державному обіді 19 квітня 1877 року на честь російського великого князя Олексія і великого князя Костянтина було подано «повну квоту» вина. Але незабаром після цього президент Гейз дав зрозуміти, що алкогольні напої на майбутніх заходах Білого дому більше не подаватимуться. Шість келихів, розставлених у кожній обстановці, викликали гнів прихильників стриманості, і Резерфорд вважав, що Республіканській партії потрібен голос за стриманість. Рішення було прийняте чоловіком, хоча Люсі вплинула на нього. Хоча сім'я Гейзів загалом дотримувалася тверезості, раніше вони подавали алкогольні напої гостям у своєму будинку в Огайо. Але оскільки Люсі Гейс була відомою прихильницею тверезості (чоловік іноді випивав пива, коли відвідував Цинциннаті), саме її звинувачували в сухому закону Білого дому.
Загалом Люсі Гейс мала більш невимушений стиль, що відбилося на прийомах, які вона проводила під час зимового світського сезону у Вашингтоні. Під час свят вона запросила співробітників та їхні родини на вечерю до Дня подяки та відкрила разом з ними подарунки на різдвяний ранок. Телеграфіст і секретарі Білого дому були включені до групи Дня подяки. Група була настільки велика, що знадобилося три індики і смажене порося, щоб нагодувати їх усіх. Гейс, як правило, була доброзичливою до персоналу Білого дому, вона також дозволяла слугам Білого дому брати відпустку для відвідування школи.

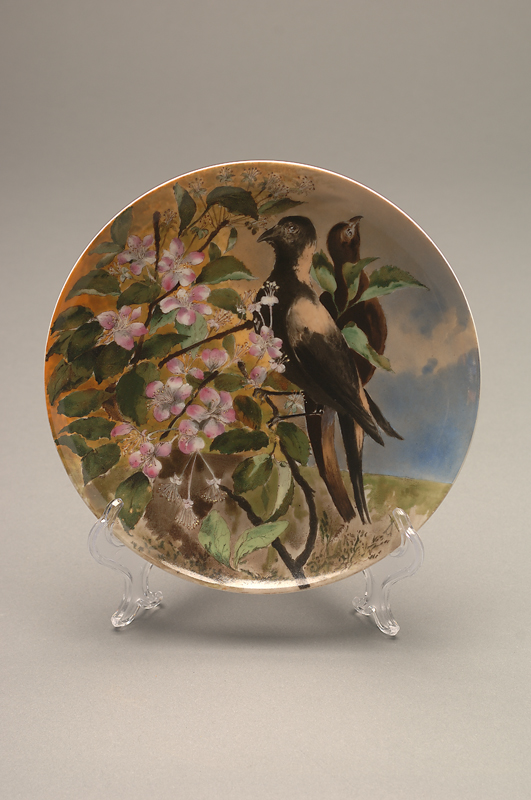
Гейзівська президентська китайська обідня тарілка, 1877 р

31 грудня 1877 року Гейзи в Білому домі відсвяткували річницю срібного весілля.
Найбільш істотними змінами, внесеними в Білий дім під час правління Гейзів, було встановлення ванних кімнат з проточною водою та додавання грубого настінного телефону. Люсі Гейс була першою першою леді, яка використовувала друкарську машинку, телефон і патефон під час роботи в офісі, а також була першою, хто насолоджувалася постійною системою водопостачання в Білому домі.
Гейс вважала за краще розширювати оранжереї, а не робити капітальний ремонт Білого дому. Більярдну, яка з'єднувала будинок із зимовими садами, було переобладнано на оранжерею, а більярдний стіл перенесено до підвалу. Закриті вікна в державній їдальні можна було б відкрити, щоб гості обідали і дивилися на оранжерею. Деякі американці вважали більярдний стіл або гральним пристроєм, або іграшкою для багатої людини, і Гейзи були раді позбутися його з поля зору.
Щодня з теплиць приносили квіти, щоб прикрасити Білий дім. Додаткові букети надсилали друзям і лікарням Вашингтона. Утримання теплиць становило чверть домашніх витрат Білого дому під керівництвом Гейзів.
Бажаючи відзначити американську флору та фауну, Люсі Гейс доручила Теодору Р. Девісу розробити нову парцеляну для Білого дому. Після використання посуду господиня Вашингтона Кловер Адамс поскаржилася, що важко спокійно їсти суп з койотом, який виривається з-за сосни в мисці.
Для Люсі Гейс також була важливою музика, і, в той час як відомі музиканти виступали внизу на заходах Білого дому, неформальні співи відбувалися нагорі в сімейних приміщеннях. Гейс співала й грала на гітарі, їй допомагали таланти друзів та родини. Іноді на фортепіано грав міністр внутрішніх справ Карл Шурц, а віцепрезидент Вільям А. Вілер, міністр фінансів Джон Шерман і його брат генерал Вільям Т. Шерман приєднувалися до співу пісень госпел.

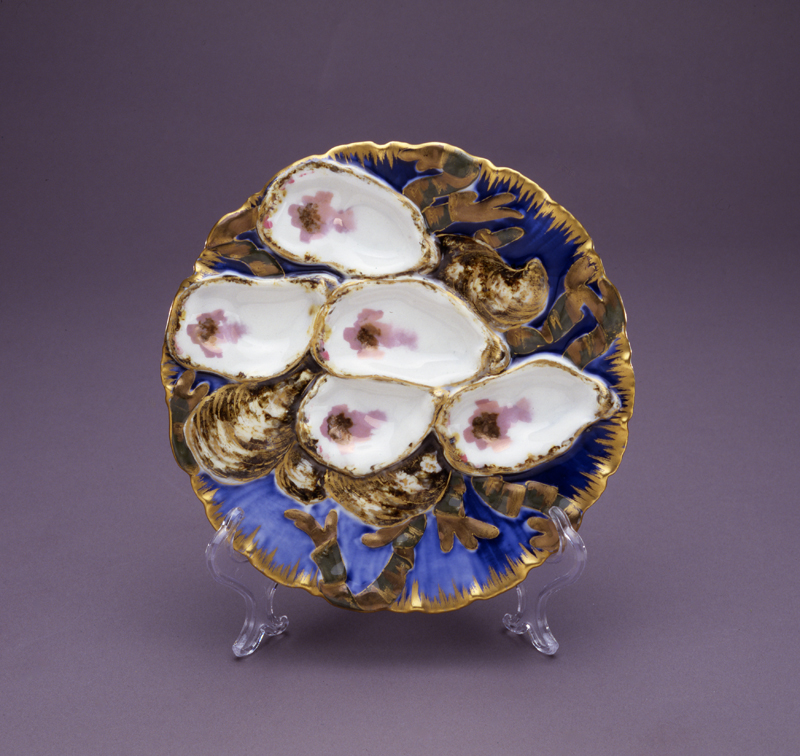
Президентська китайська тарілка з устрицями, 1877 р.

Люсі Гейс часто супроводжувала чоловіка в подорожах країною. Він так багато подорожував, що Chicago Tribune прозвала його «Резерфорд Ровер». У 1877 році подружжя здійснило тур Півднем в надії покращити національну єдність. The Richmond Dispatch повідомляє, що Люсі Гейс «завоювала захоплення людей там, де вона була».
У 1878 році Гейс їздила по Філадельфії без чоловіка. Вона відвідала Академію образотворчих мистецтв, школу жіночого дизайну у Філадельфії та Жіночий медичний коледж, а також кілька шкіл та дитячих будинків. Це був перший задокументований випадок, коли перша леді працювала за публічним графіком, не залежним від президента.
У 1880 році Люсі Гейс була першою першою леді, яка відвідала Західне узбережжя, коли її чоловік був президентом. Під час свого західного туру Гейзи зустрілися з Сарою Віннемуккою. Гейс була зворушена до сліз палкою промовою Віннемукки про індіанські землі.
За співчуття і щирість Люсі Гейс полюбили у Вашингтоні. Вона регулярно відвідувала Національний коледж глухонімих (сьогодні Ґаллудет) та Інститут Гемптона, де спонсорувала стипендію для студентства. Вона продовжувала проявляти турботу про бідних, щедро вносячи в благодійні організації Вашингтона. Тільки в січні 1880 року Гейзи дали 990 доларів на допомогу бідним у Вашингтоні.
Однак Гейс відхилила прохання груп, які просили її громадської підтримки, зобов’язавшись замість цього служити моральним прикладом для нації. Резерфорд якось прокоментував: «Я не знаю, наскільки сильно вплинула пані Гейз на співпрацю з Конгресом, але вона має великий вплив на мене».
Як перша леді Люсі Гейс виступала за завершення будівництва монументу Вашингтону.

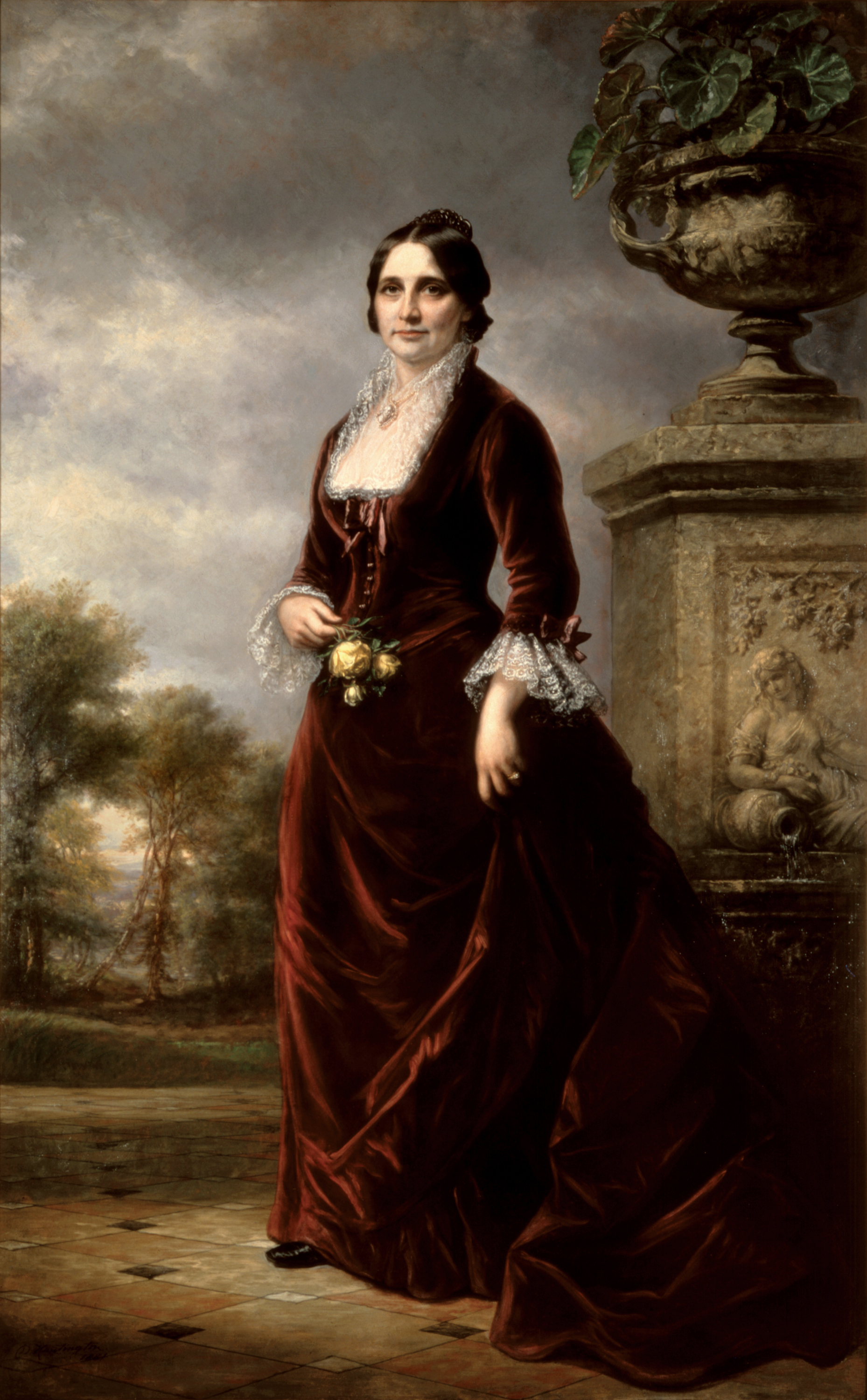
Офіційний портрет першої леді Люсі Вебб Гейз, Деніел Гантінґтон, 1881. За цей портрет заплатив Жіночий християнський союз тверезості

Коли дітям Вашингтона заборонили катати пасхальні яйця на території Капітолію, їх запросили на газон Білого дому в понеділок після Великодня.
Люсі Гейс була подругою інших перших леді. Під час перебування на посаді першої леді вона відвідувала Сарру Полк і подорожувала до Маунт-Вернон Марти Вашингтон і Монпельє Доллі Медісон. Вона попросила Джулію Тайлер допомогти відслужити на прийомі в Білому домі і була дружньою з колишньою першою леді Джулією Грант. Вона також дружила з майбутніми першими леді, включаючи Лукрецію Гарфілд, Іду Мак-Кінлі та Гелен Тафт.
Коли портрети минулих президентів були замовлені для Білого дому, Гейс наполягала, щоб картини Марти Вашингтон і Доллі Медісон також прикрашали стіни президентської садиби. Власний офіційний портрет Люсі Гейс роботи Деніеля Гантінґтона замовив Жіночий християнський союз стриманості.
У свій 48-й день народження чоловік написав Люсі: «Моє життя з тобою було таким щасливим — таким успішним — настільки поза розумними очікуваннями, що я думаю про тебе з любов’ю вдячністю, яку не знаю, як висловити».
Резерфорд дотримав свою обіцянку прослужити лише один термін, родина Гейзів повернулася до свого будинку у Фрімонті, штат Огайо, у Шпігель-Гроув, у 1881 році.

## Політичні погляди

### Аболіціонізм
Люсі Гейз була прихильницею афроамериканців як до, так і після громадянської війни. Вона підтримувала зв'язок з колишніми рабами своєї сім'ї, а деяких найняла. Вінні Монро, колишня рабиня, звільнена матір'ю Люсі Марією, зрештою переїхала до Білого дому разом із сім'єю Гейзів як кухарка та медсестра. Пізніше Люсі заохочувала дочку Вінні Мері Монро відвідати Оберлін.
Подружжя Гейзів було настільки відомі своєю симпатією до афроамериканців, що через місяць після того, як вони повернулися до Цинциннаті з Колумба, на їх порозі залишили чорне немовля.
У 1861 році Люсі написала чоловікові: «Якщо контрабанда [раб-утікач] знаходиться в таборі, не дозволяйте 23-му полку зганьбити, повернувши [його або її]».
Як перша леді США Гейс запросила афроамериканських музичних виконавців до Білого дому. У 1878 році в Білому домі з'явилася Марі Селіка Вільямс (1849-1937), також відома як мадам Селіка. Представлена Фредеріком Дугласом, мадам Селіка була першою афроамериканською професійною музиканткою, яка з’явилася в Білому домі.

### Тверезість
Відома прихильниця тверезості, Люсі Гейс підписала зобов’язання утримуватися від алкоголю в молодому віці.
Білий дім мав заборону на алкогольні напої під час каденції її чоловіка, але історики зазвичай приписують Резерфорду остаточне рішення заборонити алкоголь. Люсі Гейс фактично виступала проти заборони. Вона вважала за краще переконувати, а не перешкоджати, і не засуджувала тих, хто вживав алкоголь в міру.
Люсі Гейс не була членкинею жодної групи тверезості. Вона протистояла спробам Християнської спілки стриманості жінок (WCTU) залучити її до лідерства, остерігаючись створити політичні наслідки для свого чоловіка через асоціацію із суперечливою справою.
WCTU заплатила за портрет Люсі Гейс роботи Деніеля Гантінґтона перед тим, як вона залишила Білий дім.
За словами Тома Калбертсона з Центру Гейза, перші письмові згадки про «Лимонад Люсі» з’явилися лише в ХХ столітті лише через 11 років після її смерті в 1889. Сотні статей, мультфільмів, віршів, хронік і пародій відобразили її опозицію до випивки. Історик Карл Ентоні «припускає, чому легенда про Лимонад Люсі могла стати настільки популярною серед істориків початку ХХ століття, коли існувала більша моральна стигма, пов’язана зі вживанням алкоголю».

### Фемінізм
Будучи молодою жінкою, Люсі висловлювала думки, які свідчили про те, що вона прихильниця виборчого права жінок, але вона не приєдналася до жодної з відомих суфражистських груп того часу. Дві тітки Люсі були залучені до руху суфражисток.
Багато істориків вважають, що якби її невістка та подруга Фанні Платт прожила довше, Люсі стала б відданою прихильницею суфражизму.

## Пізніше життя

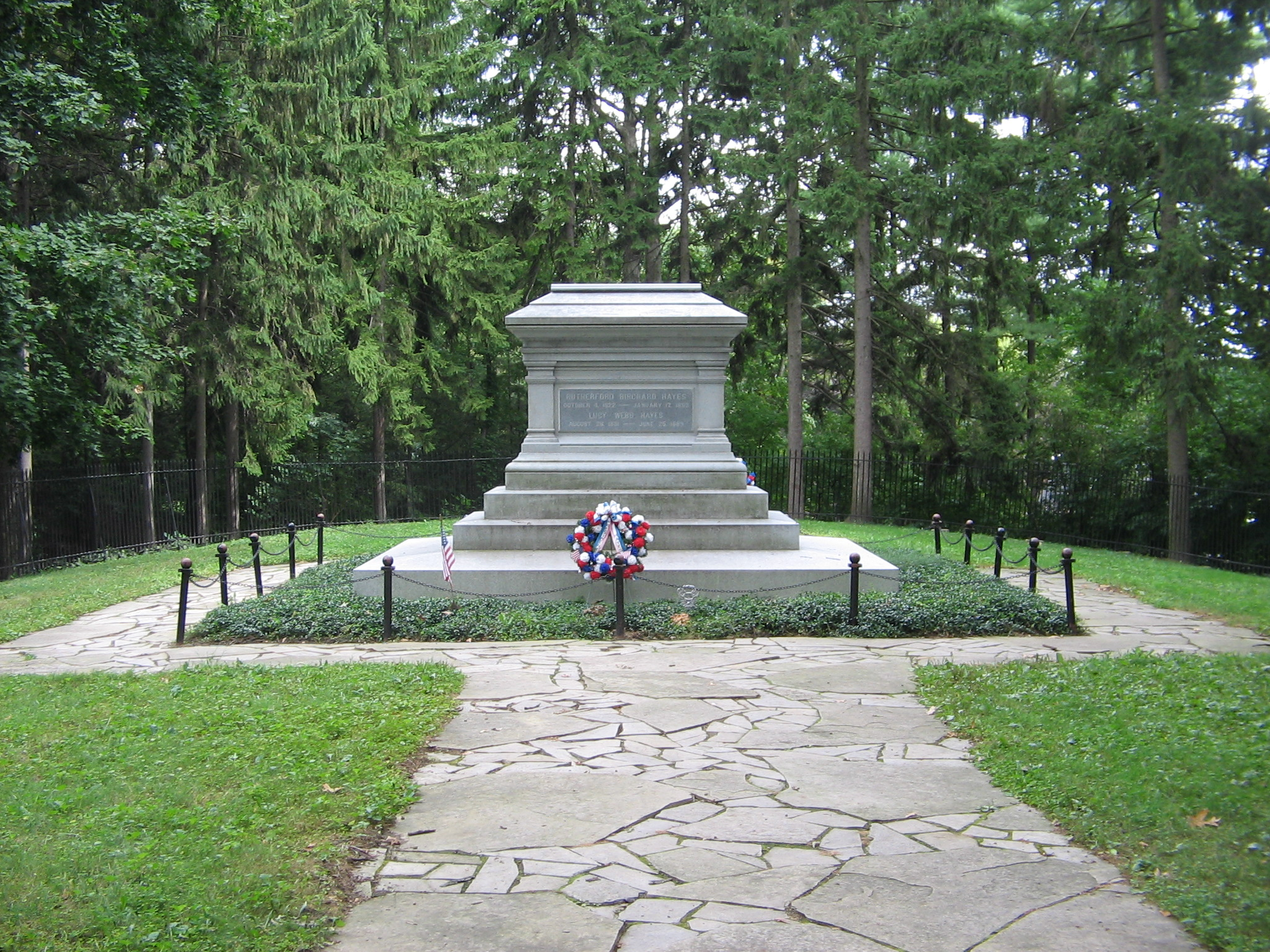
Могила Резерфорда Гейза і Люсі Вебб Гейс у Spiegel Grove, їхньому будинку у Фрімонті, штат Огайо, США. Об'єкт оголошено Національною історичною пам'яткою.

Повернувшись в Огайо, залишивши Білий дім, Люсі Гейз приєдналася до Жіночого корпусу допомоги (засн. в 1883), вела уроки в недільній школі, відвідувала збори 23-ї добровольчої піхоти Огайо та розважала шановних відвідувачів Spiegel Grove. Також стала національною президентом новоствореного Жіночого домашнього місіонерського товариства Методистської церкви. На посаді вона звернула увагу на тяжке становище міської бідноти та безправних афроамериканців на Півдні. Вона також виступила проти мормонського багатоженства. Однак на прохання Сьюзен Ентоні надіслати делегатів від Товариства місіонерів дому на засідання Міжнародної ради жінок Гейс відмовилася.
Останні 8 років Люсі Гейз провела в Spiegel Grove. Через кілька днів після інсульту вона померла у віці 57 років 25 червня 1889 року. На її честь по всій країні були приспущені прапори. Чоловік помер через три з половиною роки і був похований поруч. У 1915 році їх рештки були перенесені до гаю Шпігель. Під ними похований їхній пес Грайм і два коні на ім’я Старий Вайті та Старий Нед.

## Спадщина
Люсі Гейз була першою леді під час важливої перехідної епохи в американській історії ХІХ століття. Основні економічні тенденції 1870-х включали зростання національного бізнесу, переміщення центрів сільського господарства та розвиток сприятливого торгового балансу для США. Прискорений переміщення людей із села в міську також спричинило великі зміни в суспільному житті.
Емілі Апт Гір пояснила:
|  | Феміністка двадцятого століття могла б шкодувати, що Люсі Гейз не підтримувала виборче право жінок, але це суперечило б її соціальному кодексу та її концепції ролі політичної дружини. Проте приклад, який Люсі Гейз подала для нації як господиня та домогосподарка, обожнювання та пошана, які їй виявляли її родина, її зусилля допомагати іншим людям, її щирий інтерес до політики та ступінь її освіти, обіцяв добре для майбутнього статусу жінки в американській соціальній та інтелектуальній структурі. |

Spiegel Grove управляється Ohio History Connection і відкритий для громадськості.
Люсі Гейз відзначено бронзовою скульптурою в натуральну величину в пам’ятнику солдатам і морякам округу Кайахога в Клівленді, штат Огайо.

## У масовій культурі
- У музичній комедії «1600 Pennsylvania Avenue» перша леді співає «Дует для одного», в якому вона перетворюється з місіс Грант у Люсі Вебб Гейз.
- У коміксі Щасливчик Люк Сари Бернгардт, дія якого відбувається на Дикому Заході кінця ХІХ століття, дружина президента Резерфорда Гейза зображена як одна з багатьох, хто категорично не схвалює турне акторки Сари Бернар Штатами, враховуючи її репутацію розкутої моралі. Переодягнена чоловіком на ім’я «Джордж», перша леді проникає в оточення Бернар та саботує їхнє турне США, хоча вона все-таки приймає Сару, коли чарівність і співочий талант французької акторки переміщують плем’я ворожих індіанців. «Дружина президента» не згадується поіменно в книзі, і тому її можна вважати вигаданою, хоча вона та її чоловік багато в чому нагадують Резерфорда та Люсі Гейзів. Сам Гейз зображений як чоловік, дуже здивований ворожістю своєї дружини до Бернар, і продовжує повторювати ту ж промову, навіть коли немає нікого, хто б його слухав.

## Зовнішні посилання
- Люсі Вер Вебб Гейс [Архівовано 15 травня 2021 у Wayback Machine.] - офіційна біографія Білого дому
- Листи Люсі Гейс про громадянську війну [Архівовано 19 лютого 2012 у Wayback Machine.]
- Люсі Гейс [Архівовано 1 червня 2022 у Wayback Machine.] на C-SPAN Перші леді: вплив та імідж